# ماري هاريس جونز
كانت ماري هاريس أو الأم جونز (التي ولدت في 30 نوفمبر  1837، وتوفيت عام 1930م)، امرأة أيرلندية (Irish) وتعمل كمعلمةٍ (schoolteacher) وخياطة وأصبحت عاملة (labor) رائدة وعاملة في مجال التنظيم المجتمعي (community organizer) أو منظمة مجتمعية، وساعدت أيضًا في تنظيم الإضرابات والاعتصامات الكبيرة وفي تأسيس اتحاد عمال الصناعة العالمي (Industrial Workers of the World).
وعملت جونز كمعلمةٍ وخياطة ولكن بعد أن توفى زوجها وأطفالها الأربعة بسبب الحمّى الصفراء (yellow fever) واحتراق ورشتها عام 1871م، بدأت في العمل كمُنظمةٍ في منظمة فرسان العمل (Knights of Labor)، واتحاد عمال المناجم المتحدين (United Mine Workers). ولقد كانت الأم جونز متحدثة مؤثرة جدًا، وتُطعّم خطاباتها بالقصص، وتسمح بمشاركة الحضور، وتمتلك حس الفكاهة وأسلوبًا دراميًا مثيرًا.
ومنذ عام 1897م، (عندما كانت في الستين من عمرها) كانت جونز معروفة بِاسم الأم جونز وفي عام 1902م، كانت تلقّب بـ«أخطر امرأة في أمريكا» وذلك بسبب نجاحها في تنظيم وحشد عمال المناجم وعائلاتهم ضد ملاك المناجم. ولقد نظمت في عام 1903م، مسيرة أطفال من فيلادليفيا إلي منزل الرئيس ثيودور روزفلت (Theodore Roosevelt) في نيويورك احتجاجًا علي البطء والتراخي في تطبيق قوانين عمالة الأطفال في مناجم ولاية بنسلفانيا ومصانع الحرير.
وسُميت مجلة الأم جونز (Mother Jones) التي صدرت في عام 1970م، نسبةً لها.

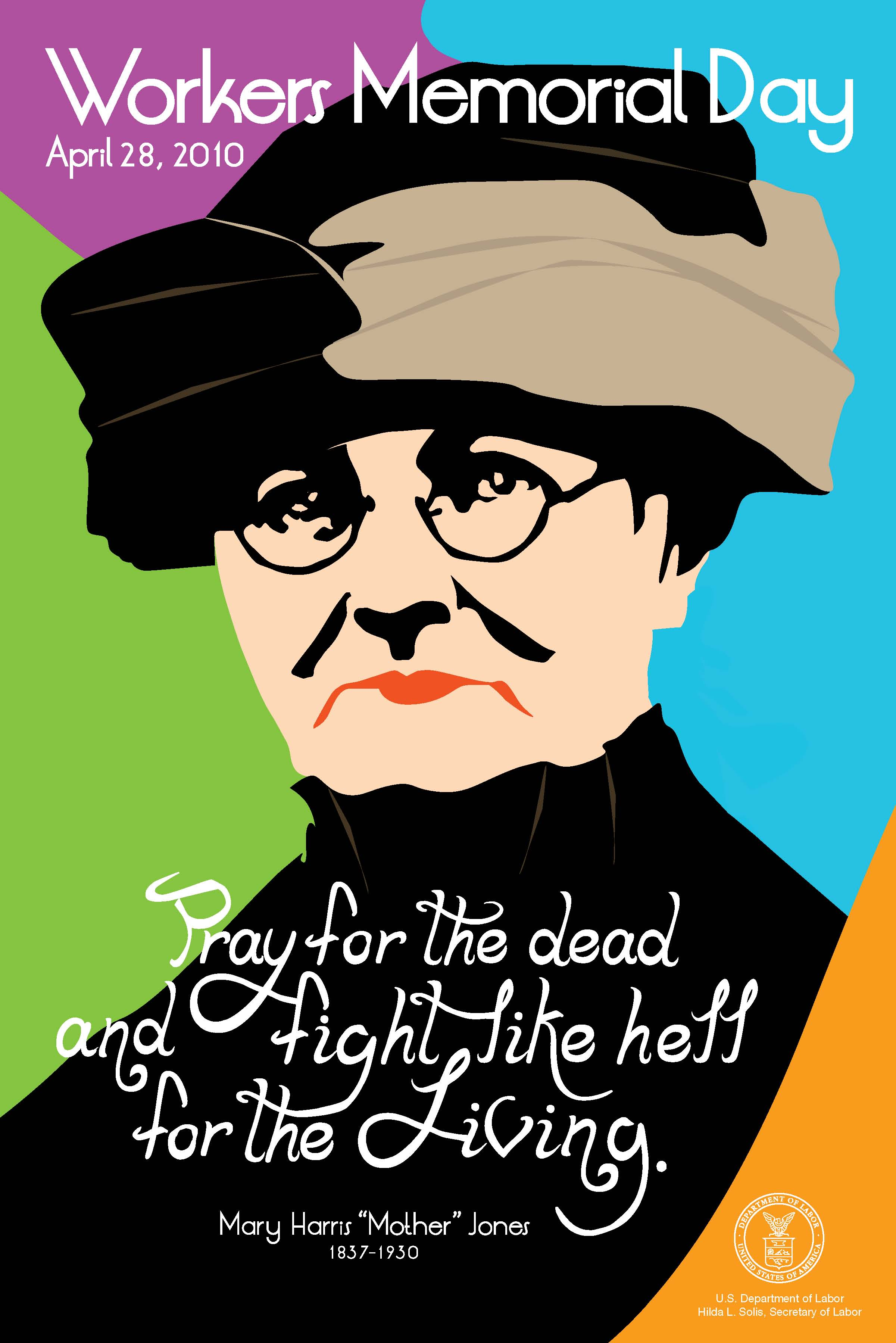
بوستر صدر في 2010م، ذكرى يوم العمال حمل صورة الأم جونز كرمز للدفاع عن العمال

وفي الفترة ما بين عام 1989م الي عام 1990م، نُفّذ إضراب عمال منجم بيتسون (Pittston Coal strike) حيث نَظمت زوجات وبنات عمال المنجم أنفسهن بصفة «بنات الأم جونز» ومثلن المضربين للصحافة.

## وفاتها

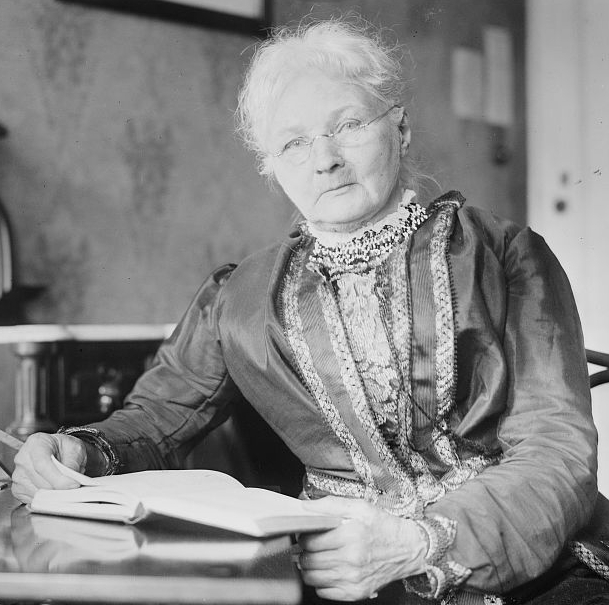
الأم ماري جونز في عام (1910 - 1915)م تقريبا

توفيت الأم جونز في عام 1930م، وناهز عمرها ثلاثة وتسعون عاما.

## وصلات خارجية
- ماري هاريس جونز على موقع الموسوعة البريطانية (الإنجليزية)
- ماري هاريس جونز على موقع ميوزك برينز (الإنجليزية)
- ماري هاريس جونز على موقع إن إن دي بي (الإنجليزية)

- DVD and virtual museum about Mother Jones
- Mother Jones: biography by Sarah K. Horsley
- Mother Jones Speaks: Speeches and Writings of a Working-Class Fighter
- Free eBook of The Autobiography of Mother Jones
- Free audio book of The Autobiography of Mother Jones at Librivox.org
- Mother Jones at Find-A-Grave
- Mother Jones Monument at GuidepostUSA
- Mother Jones Plaque in Adelphi, MD
- Mother Jones Festival, Cork, Ireland
- http://www.irishtimes.com/newspaper/ireland/2012/0702/1224319184340.html